# 우루과이 축구 리그 시스템
우루과이 축구 리그 시스템은 다음과 같이 세 개의 디비시온으로 나뉘어 있다. 1부 리그의 14개 팀이, 2부 리그의 12개 팀이 수도인 몬테비데오를 연고로 하고 있어, 지역 편중이 심한 편이다.
| 등급 | 디비시온                                                         |
| ---- | ---------------------------------------------------------------- |
| 1부  | 프리메라 디비시온(Primera División) 16 개팀                      |
| 2부  | 세군다 디비시온(Segunda División) 14 개팀                        |
| 3부  | 리가 메트로폴리타나 아마추어(Liga Metropolitana Amateur) 14 개팀 |

프리메라 디비시온과 세군다 디비시온 팀들은 프로팀들이고, 리가 메트로폴리타나의 팀들은 아마추어이다. 그 때문에 3부 리그가 있지만, 2부와 3부 리그 사이엔 승격과 강등이 없는 상태이다. 물론, 3부 리그 팀도 조건이 갖추어지고 프로화가 되면 2부 리그에 참여할 수 있다. 현재 3부 리그는 수도인 몬테비데오의 팀들만이 참여하고 있지만, 각 지방에도 별도의 지역 리그(Ligas regionales de fútbol)가 구성되어 있다.

## 같이 보기
- 우루과이 축구 협회
- 우루과이 프리메라 디비시온